# リヴ・オン
『リヴ・オン』（Liv On）は、2016年にリリースされたオリビア・ニュートン＝ジョン、ベス・ニールセン・チャップマン、エイミー・スカイによるコラボレーション・アルバムである。

## 解説
- 「グレイス・アンド・グラティチュード」は2006年発売のニュートン＝ジョンの同名アルバムに収録されている楽曲のセルフカバー。

## 収録曲
1. 私の心はあなたの元へ - My Heart Goes Out to You
2. リヴ・オン - Liv On
3. 心の中の小石 - Stone in My Pocket
4. サンド・アンド・ウォーター - Sand and Water
5. フォーエヴァー・ブルー - Forever Blue
6. 千の風 - Immortarity
7. 言葉に出来ない哀しみ - Don't Know What To Say
8. 万能の愛 - Impossible
9. アイ・ウィル・テイク・ケア・オブ・ユー - I Will Take Care of You
10. グレイス・アンド・グラティチュード - Grace and Gratitude
11. ゼアズ・スティル・マイ・ジョイ - There's Still My Joy